# واروس هواکیمیان
واروس سارگسی هواکیمیان (ارمنی: Վարոս Սարգսի Հովակիմյան؛  زادهٔ ۲۹ ژوئیهٔ ۱۹۲۳ - درگذشته ۱۹ نوامبر ۲۰۰۲)، نویسنده، شاعر، مترجم و ویراستار اهل ارمنستان بود.

## زندگی‌نامه
وی در ۲۹ ژوئیه ۱۹۲۳ در استپاناوان به دنیا آمد و از دانشکده لغت‌شناسی ارمنی دانشگاه دولتی ایروان فارغ‌التحصیل شد. وی از ۱۹۷۳ عضو اتحادیه نویسندگان ارمنستان شوروی و اتحادیه فیلمبرداران ارمنستان بود. وی در هایاستان و آرمن‌فیلم فعالیت کرد. وی در ۱۹ نوامبر ۲۰۰۲ در سن ۷۹ سالگی در ایروان درگذشت.